# Comita II d'Arborea
Comita II de Lacon - Thori - Serra (... – 1147), è stato giudice del Giudicato di Arborea, dal 1131 fino alla sua morte.

## Biografia
Comita II (o Comita III secondo altre numerazioni) era figlio di Gonario II, capostipite della dinastia "Lacon-Serra". Sposò Elena de Orrubu, madre di Barisone I di Arborea. La datazione e gli eventi cronologici del suo regno sono oscuri.
Comita succedette a Costantino I, che morì prematuramente. La data della successione si fa coincidere col 1131, quando per la prima volta è citato in una comunicazione con la Repubblica di Genova. Nel 1130, Costantino, Gonario II di Torres, e Comita I di Gallura dichiarano fedeltà all'Arcivescovo di Pisa. Nel 1133, Papa Innocenzo II elevò Genova allo stato di arcivescovato e divise la Sardegna in due, dando il nord a Genova ed il sud a Pisa. Durante le guerre nel decennio successivo, Comita fu l'unico alleato dei genovesi.
Dal 1133 al 1145, c'è un vuoto nelle testimonianze riferite a Comita ed è possibile che suo fratello Torbeno gli avesse usurpato il trono mentre era impegnato in una guerra contro il Giudicato di Torres. Nel 1145, Comita riassunse il potere fu scomunicato da Balduino, arcivescovo di Pisa. Il prelato pisano, attraversando l'isola in qualità di legato del Papa, scomunicò Comita per aver oppresso il popolo e per aver combattuto contro Pisa e contro il suo volere. Bernardo di Chiaravalle mandò una missiva a Papa Eugenio III per giustificare la decisione della scomunica. Nominalmente l'Arborea fu annessa al Logudoro. Comita morì subito dopo.